# Macina (kommun i Mali)
Macina, även Ké-Macina med flera stavningar, är en kommun i Mali.   Den ligger i regionen Ségou, i den sydvästra delen av landet, 300 km nordost om huvudstaden Bamako. Antalet invånare är 9 848.